# Come inserire nuove voci
Giampaolo Bresci medico specializzato in medicina interna e malattie dell'apparato digerente già direttore U.O. Gastroenterologia e Malattie del Ricambio AOUPisana